# 65885 Lubenow
65885 Lubenow è un asteroide della fascia principale. Scoperto nel 1997, presenta un'orbita caratterizzata da un semiasse maggiore pari a 2,3479795 UA e da un'eccentricità di 0,0353370, inclinata di 5,82411° rispetto all'eclittica.
L'asteroide è dedicato Alexander F. Lubenow responsabile per alcuni programmi di osservazione del Telescopio spaziale Hubble.